# Điện Kiến Trung
Điện Kiến Trung (chữ Nho: 建中殿) là một cung điện của nhà Nguyễn trong Tử Cấm thành (Huế) được vua Khải Định cho xây vào năm 1921-1923 cùng thời gian với việc xây lăng để làm nơi sinh hoạt của vua trong hoàng cung.

## Kiến trúc và vị trí

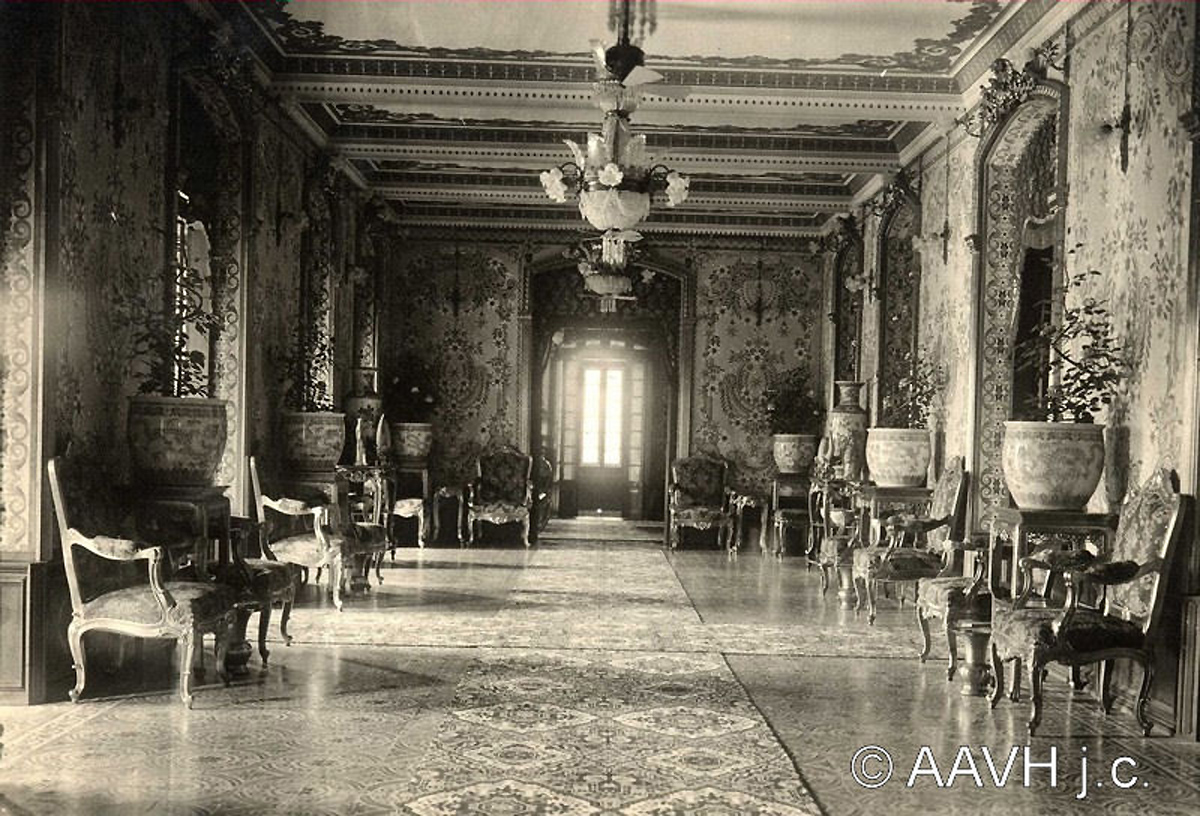
Nội thất điện Kiến Trung (1928)

Điện Kiến trung nằm ở điểm cực bắc của trục thần đạo xuyên qua trung tâm Tử Cấm thành. Kiểu thức điện là hợp thể phong cách Âu châu gồm kiến trúc Pháp, kiến trúc Phục hưng của Ý cùng pha thêm kiến trúc cổ truyền Việt Nam. Mặt tiền điện có trang trí những mảnh gốm sứ nhiều màu.
Trước điện là vườn cảnh, có ba cầu thang đắp rồng dẫn lên thềm điện. Tầng chính trổ 13 cửa hiên: gian giữa 5 cửa, hai gian bên mỗi gian 3 cửa, hai góc điện mỗi bên hai cửa nữa làm nhô ra hẳn. Tầng trên là gác, làm cùng một thể thức như tầng chính. Trên cùng là mái ngói có hàng lan can trang trí theo phong cách Việt Nam.

## Lịch sử

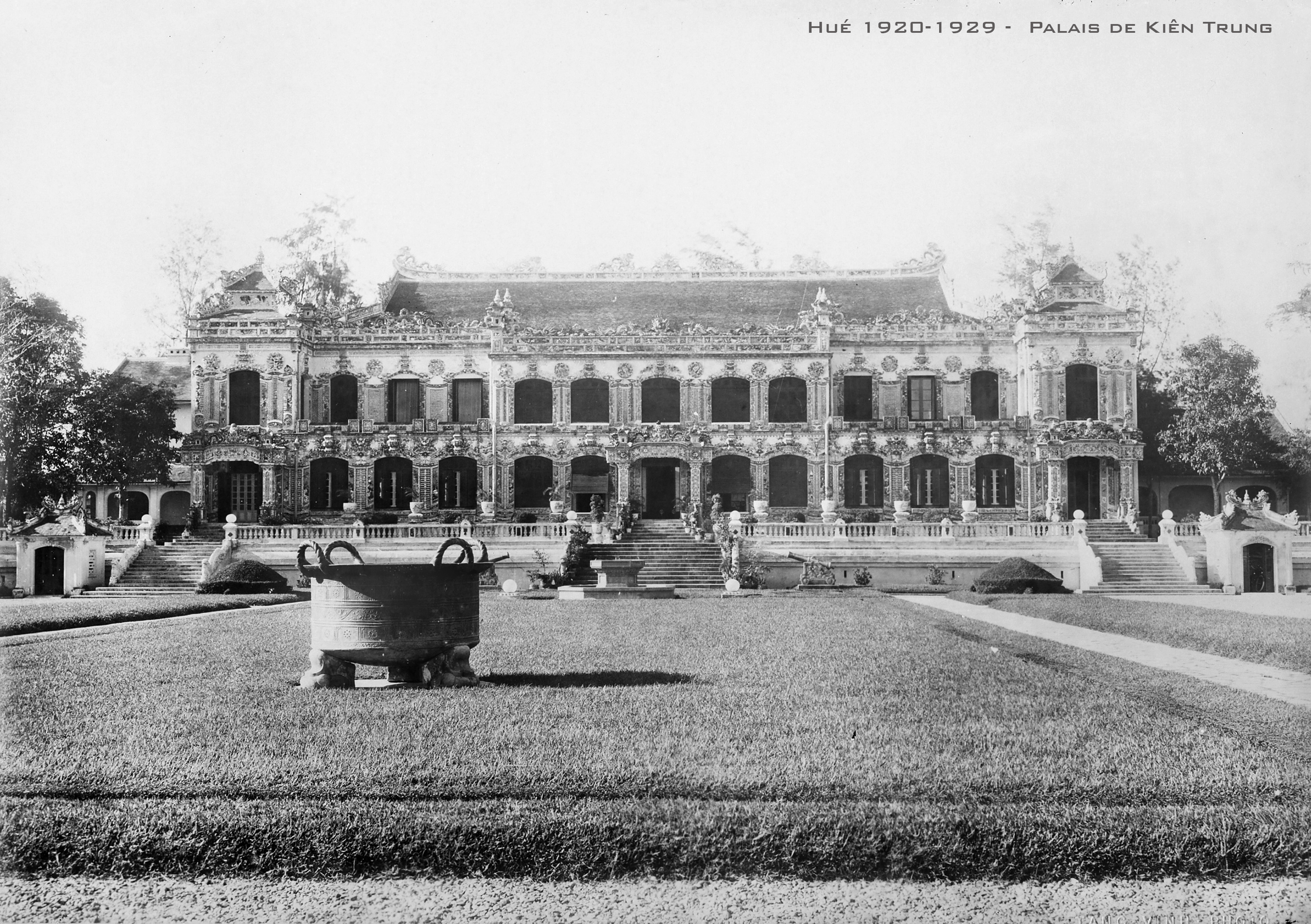
Điện Kiến Trung thập niên 1920.

Điện Kiến Trung làm bằng giấy (đồ mã) đốt trong tang lễ vua Khải Định vào năm 1926

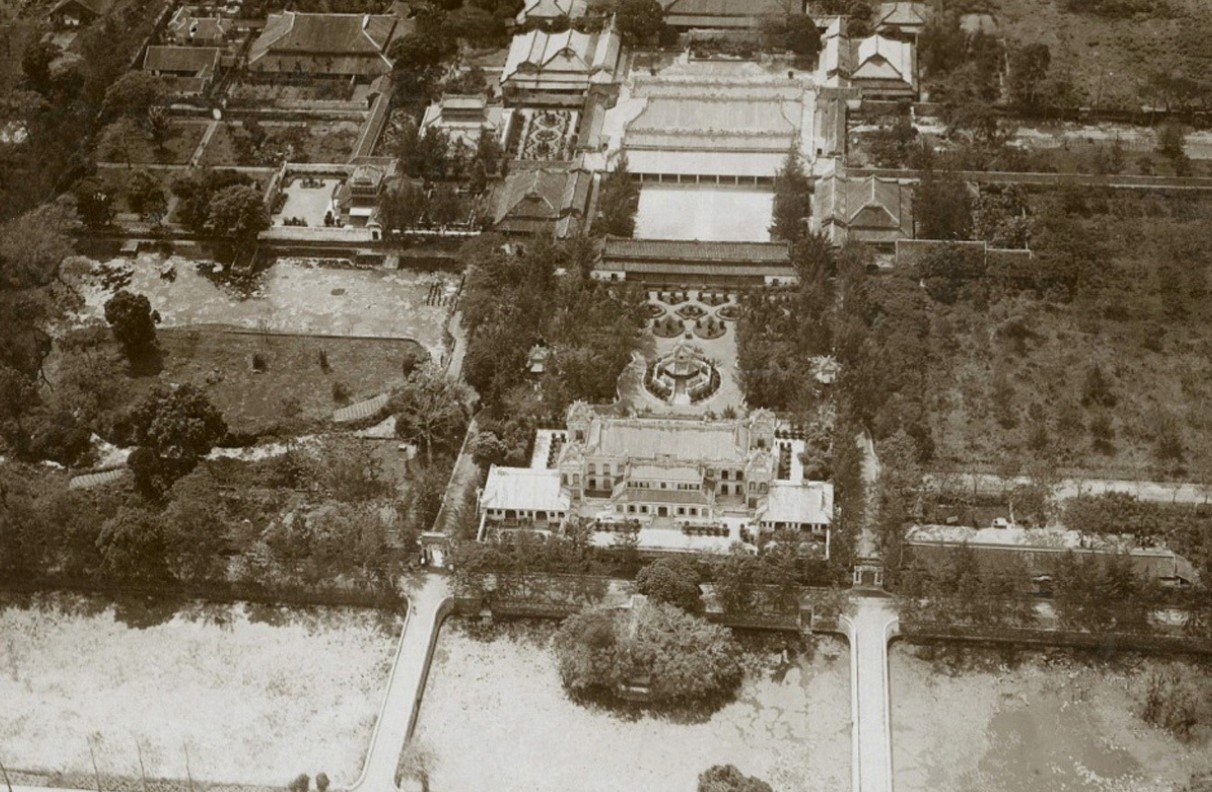
Không ảnh chụp điện Kiến Trung (1930s)

Điện Kiến Trung nằm trên mảnh đất sau cuối của Tử Cấm thành, ngay phía sau cung Khôn Thái. Dưới thời vua Minh Mạng, nơi đây có một công trình mang tên là lầu Minh Viễn (chữ Hán: 明遠樓; tồn tại từ 1827-1876). Đến thời vua Duy Tân, công trình được kiến tạo và mang tên lầu Du Cửu (1913-1916). Kiến Trung là tên được vua Khải Định đặt từ năm 1916.
Năm 1921, Điện Kiến Trung được vua Khải Định xây lại mới. Đây cũng là nơi vua Khải Định băng hà vào ngày 6 tháng 11, 1925.
Sang triều vua kế vị là Bảo Đại thì triều đình cho tu sửa lại tòa điện, tân trang các tiện nghi theo thể cách Tây phương, trong đó có xây buồng tắm. Vua và hoàng hậu Nam Phương sau đó dọn về sống trong điện Kiến Trung. Tại điện này, Hoàng hậu Nam Phương hạ sanh Thái tử Bảo Long (4-1-1936). Ba người con sau thì sanh ở Đà Lạt (Công chúa Phương Mai 1-8-1937; Công chúa Phương Liên 3-11-1938 và Hoàng tử Bảo Thắng 9-12-1943). Riêng Công chúa Phương Dung sanh ở Cung An Định (5-2-1942)
Ngày 9 tháng 3, Quân đội Đế quốc Nhật Bản đảo chính chính quyền thuộc địa Đông Pháp và thỏa thuận trao trả độc lập cho Việt Nam. Hai ngày sau, 11 Tháng Ba vua Bảo Đại triệu cố vấn tối cao của Nhật là đại sứ Yokoyama Masayuki vào điện Kiến Trung để tuyên bố nước Việt Nam độc lập, khai sinh Đế quốc Việt Nam Cùng đi với Yokoyama là tổng lãnh sự Konagaya Akira và lãnh sự Watanabe Taizo.
Sang Tháng Tám năm 1945 khi Việt Minh đoạt chính quyền ở Hà Nội thì lực lượng Quân đội Đế quốc Nhật Bản đề nghị phòng thủ điện Kiến Trung chống lại Việt Minh nhưng vua Bảo Đại bác đi vì không muốn đổ máu.
Điện Kiến Trung cùng nhiều công trình khác trong hoàng thành đã bị phá hủy vào tháng 2 năm 1947 bởi Việt Minh trong chiến dịch Tiêu thổ kháng chiến, chỉ còn nền điện và hàng lan can trong khu vực Tử Cấm Thành.

## Phục dựng
Từ năm 2013, Trung tâm Bảo tồn di tích cố đô Huế đã khởi động dự án phục hồi điện Kiến Trung, với sự hợp tác của nhiều nhà nghiên cứu về lịch sử, văn hóa và mỹ thuật Huế và sự tham gia của Phân viện khoa học công nghệ xây dựng Miền Trung.
Dự án phục dựng Điện Kiến Trung dự kiến bắt đầu năm 2018 và hoàn thành vào năm 2020 tuy nhiên đã có một số phản biện về việc phục dựng sai lệch với bản gốc. Cuối cùng dự án này đã được khởi công vào ngày 16 tháng 2 năm 2019  với tổng kinh phí hơn 123 tỉ đồng dự kiến hoàn tất vào tháng 8 năm 2023.